# ویلیام الد
ویلیام اُلد (به انگلیسی: William Auld) (زادهٔ سال ۶ نوامبر ۱۹۲۴ - درگذشته ۱۱ سپتامبر ۲۰۰۶) یکی از مشهورترین نویسندگان، شاعران و سردبیران در دنیای زبان بین‌المللی اسپرانتو بود.
وی اسکاتلندی بود و در طول عمر خود چندین بار، به خاطر نگاشتن بیش از ۵۰ کتاب به زبان فراساختهی اسپرانتو، نامزد دریافت جایزهٔ ادبی نوبل شد.
به عنوان مثال، کتاب شعر او تحت عنوان نژاد کودک (La infana raso) با شاهکار تی اس الیوت یعنی سرزمین بی‌حاصل مقایسه شده‌است.

## آشنائی ویلیام الد با زبان اسپرانتو
این نویسنده، شاعر، مترجم و سردبیر چندین مجلهٔ وزین جهان اسپرانتو، در سال ۱۹۲۴ در شهر ایرت، انگلستان، چشم به دنیا گشود و در سال ۱۹۳۷ (در سیزده سالگی) با زبانِ اسپرانتو آشنا شد و شروع به فراگیری آن کرد. از سال ۱۹۴۷ فعالیت‌های ادبیِ اُلد در دنیای اسپرانتو آغاز گشت و تا پایان عمر گران‌بهایش که بالغ بر ۸۲ سال بود، ادامه یافت.
وی، علاوه بر تألیف و ترجمه‌های ارزشمند، گوناگون و فراوان - که در این‌جا به برخی از آن‌ها اشاره می‌شود - از سال ۱۹۷۹ تا سال ۱۹۸۳ ریاست فرهنگستان اسپرانتو را نیز بر عهده داشته‌است.

## ویلیام الد، نامزد دریافت جایزهٔ نوبل
ویلیام اُلد، نویسندهٔ کتاب پدیدهٔ اسپرانتو، یکی از بزرگ‌ترین مترجمین، نویسنده‌ها و شاعران برجستهٔ زبان فراساخته اسپرانتو، به پاسِ آثار بسیار ارزشمند و فراوانی که در طول بیش از نیم قرن، به زبان اسپرانتو نگاشته‌است، در سال‌های ۱۹۹۹، ۲۰۰۰ و ۲۰۰۵ نامزد دریافت جایزهٔ ادبی نوبل شد.

## پدیدهٔ اسپرانتو
وی به مناسبت جشن صدساله شدن زبان بین‌الملی اسپرانتو کتابی تحت عنوان پدیدهٔ اسپرانتو به‌منظور ترجمه شدن به زبان‌های ملی دنیا، به‌زبان اسپرانتو تألیف کرد، که متن کامل آن به زبان فارسی نیز تحت عنوان پدیدهٔ اسپرانتو: راه حل مشکل زبان بین‌المللی، همراه با ۱۴ پیوست اضافی دیگر، ترجمه و منتشر شده‌است (نشر آرویج، تهران ۱۳۸۶).
این کتاب برای آشناشدن با زبان بین‌المللی اسپرانتو، ادبیات اصیل و ترجمه‌ای آن، نویسندگان و شاعران آن، ویژگی‌های زبان شناختی آن، زندگی‌نامه سازنده آن لودویک زامنهوف، و … تاریخ آن در ایران و جهان مناسب است.
الد در بخشی از این کتاب معروف خود می‌نویسد:

زبانِ انگلیسی، زبانِ مشترک جهانی؟
هم‌اکنون افراد بسیاری حاضر به ادعای این مطلب‌اند که مشکل‌های مربوط به زبان، در دنیای امروز، با وجود زبان انگلیسی حل شده‌است. اگر این امر حقیقت دارد، پس چرا هنوز هم باید در اکثریت قاطع همایش‌های بین‌المللی، زیر بار هزینه‌های سرسام‌آور استخدام مترجمین شفاهی و کتبی رفت؟ آیا نقش این مترجمین نباید تاکنون از میان رفته باشد؟
البته در حال حاضر، زبان انگلیسی در بعضی از زمینه‌های خاص و در برخی از مناطق دنیا به‌صورت بین‌المللی مورد استفاده است. اما ادعایی که اغلب شنیده می‌شود، مبنی بر این‌که در هر نقطه از جهان می‌توان از زبان انگلیسی، برای ایجاد ارتباطات خود استفاده کرد، خیالی واهی بیش نیست. افراد بسیاری در کشورهای اسکاندیناوی، فلاندری، هلند و آلمان، زبان انگلیسی را می‌دانند؛ ولی در کشورهای دیگر اروپا، این گونه افراد واقعاً به‌ندرت وجود دارند. در کشورهای سوسیالیستی ـ و به خاطر داشته باشیم که این کشورها، نیمی از سطح کرهٔ زمین را تشکیل می‌دهد! ـ تعداد افراد انگلیسی‌دان به‌مراتب نیز کمتر است. در ژاپن اکثریت افراد تحصیل کرده، تحت آموزش زبان انگلیسی بوده‌اند، با این وجود، تنها تعداد بسیار قلیلی از آن‌ها قادر به تکلم به آن هستند و حتی افراد کمتری می‌توانند به درک آن نایل آیند. در کل آمریکای جنوبی، به‌مقدار بسیار کمی می‌توان از زبان انگلیسی بهره جست.
یکی از اهداف کشورهایی که قبلاً مستعمره بوده‌اند، اغلب این است که زبان (های) بومیِ خود را جانشین زبان استعمارگران کنند ـ هرچند در بعضی از این کشورها، به‌خصوص در قارهٔ آفریقا، هنوز باید این زبان‌ها را تحمل کرد چرا که با تعداد بسیار زیاد زبان‌های بومیِ موجود در آن‌ها، وضعیت آشفته‌ای پیش خواهد آمد.
بنابر این، اگر میزان بهره‌وری از زبان انگلیسی را، نخواهیم کم بشماریم، باید مواظب این امر هم باشیم که در مورد فایدهٔ آن نیز، مبالغه نکنیم. به‌عنوان یک مثال، مشهور است که زبان انگلیسی در هوانوردیِ بین‌المللی به‌گونهٔ وسیعی مورد استفاده است ولی باید توجه داشت که این مورد استفاده بودن، به آن ترتیبی که بعضی‌ها تمایل به باور کردن آن را دارند، انحصاری نیست. برایان مویناهان در کتاب خود تحت عنوان فرودگاه بین‌المللی، واقعهٔ زیر را که در فرودگاه هیترو ی لندن اتفاق افتاده‌است، نقل می‌کند:

دو هواپیمای باریِ روسی که به مقصد بریستول، به‌منظور برگرداندن هواپیماهای سبک پس از مسابقهٔ مانورهای هوایی، در حال پرواز بودند، در منطقهٔ کنترل گم می‌شوند. سوخت هواپیماها کم بود و خلبانان این دو هواپیما قادر به صحبت کردن به زبان انگلیسی نبودند. تمامیِ هواپیماهایی که در حال نزدیک شدن به فرودگاه بودند، به‌مدت یک ساعت در هوا معطل می‌شوند تا اطلاعیه‌ای به‌منظور یافتن کسی که زبان روسی را بداند، در همهٔ مکان‌هایی که مسافران وجود داشتند، خوانده شود. بالاخره آقایی به نام آشِر، که از دوست‌دارانِ زبانِ روسی بود، خود را در حال فرود آوردن هواپیماها، توسط دستورات شفاهی‌اش می‌یابد. تنها عاملی که باعث پیش‌گیری از سانحه‌ای بزرگ شد، علاقهٔ شخصیِ وی به فراگرفتن این زبان بود.

این اتفاق، از طرف دیگر نیز، نشان‌دهندهٔ این واقعیت است که در غرب، افراد بسیار اندکی یافت می‌شوند که زبان «بین‌المللیِ» اروپای شرقی یعنی روسی را بدانند…

بر روی این نکته هم تاکنون به اندازه کافی تأکید نشده‌است که زبان‌ها، سلاح‌های سیاسیِ مهمی هستند. کسی که زبان خود را تحمیل می‌کند یا حتی می‌قبولاند، امتیازات روانی و عملیِ زیادی به چنگ می‌آورد. دقیقاً به همین خاطر است که صلح در کشورهایی که بیش از یک زبان رسمی دارند مثل بلژیک در اروپا و کشورهای گوناگونی در آسیا و آفریقا، زودتر به مخاطره می‌افتد.
دقیقاً به همین علت است که گروه‌های قدرت‌مند، تبعیض زبانی را در پیش گرفته‌اند: تنها زبانی می‌تواند به بقای خود ادامه دهد که میلیون‌ها تن به آن تکلم کنند! میلیون‌ها نفر به زبان انگلیسی، فرانسوی و اسپانیایی صحبت می‌کنند! اما تعداد قلیلی به زبان‌های گاله‌ای و وِلزی یا واسکی حرف می‌زنند ـ در نتیجه این اقوام باید از زبان مادریِ خود، گذشته و به زبانی صحبت کنند که توده‌های میلیونی به آن تکلم می‌کنند!
اگر این استدلال را بپذیریم، نتیجهٔ منطقیِ آن نهایتاً این است که: همهٔ مردم دنیا باید به زبان چینی با یک‌دیگر صحبت کنند! چراکه چینی پرمتکلم‌ترین زبان دنیا است؛ ولی، خُب، همیشه هم نمی‌توان با منطق زندگی کرد!

دلایل گوناگونی برای مخالفت کردن با استفاده از تنها یک زبان ملی، به‌عنوان زبان بین‌المللی، وجود دارد که شاید اصلی‌ترین آن‌ها عبارت است از:
1. تبعیض علیه متکلمین تمامیِ زبان‌های دیگر که به این ترتیب، در مقایسه با زبان بومیِ انتخاب شده، امتیازات فراوانی را از دست می‌دهند. ایشان به سبب از دست دادن این امتیازات، به‌طور اجتناب‌ناپذیری ناراضی شده و دیر یا زود (بنابر امکانات سیاسی) علیه این وضعیتِ تبعیض‌آمیز، دست به عصیان خواهند زد.
2. حتی متکلمین بومیِ زبانِ منتخب، به‌خصوص آن‌هایی که حساسیتِ بیشتری نسبت به زبان بومیِ خود، دارند، از این‌که می‌بینند زبان‌شان به‌خاطر استفادهٔ ناصحیحِ بیگانگان، در حال اضمحلال یافتن است، نفرت عمیقی پیدا خواهند کرد.
3. اوضاع سیاسی جهان، مدام در حال تغییر و تحول است و گروه زبانی‌ای که امروز از برتریِ سیاسی یا اقتصادی برخوردار است، فردا این برتری را به نفع گروهی دیگر ـ و زبان آن ـ از دست خواهد داد. نگاهی به تاریخ، ثابت می‌کند که تنها افراد ساده‌باور و خوش‌بین می‌توانند تصور کنند که چنین چرخش‌هایی در آینده، دیگر به وقوع نخواهد پیوست.
4. تمامیِ زبان‌های ملیِ دنیا، برای افراد کشورهای دیگر، با سختیِ بسیار زیادی قابل فراگیری است. بی قاعدگی‌ها و پیچیدگی‌های موجود در دستور زبان، مانع از تسلط یافتن شخص به زبان بیگانه می‌شود. نحوهٔ تلفظ نیز در بین زبان‌های مختلف، آن‌قدر متفاوت است که برای اکثریت افراد، ادای صحیحِ کلماتِ زبان غیرِخودی، عملاً غیرممکن است (این امر حتی در مورد یک زبان واحد نیز مصداق دارد).
5. هر فرد تحصیل‌کردهٔ صادقی، به این موضوع اذعان دارد که تدریس زبان خارجی در مدارس و دانشگاه‌ها، مستلزمِ سرمایه‌گذاریِ مقدار بسیار زیادی وقت و هزینه است که حقیقتاً در قبال آن، تنها می‌توان به نتیجهٔ نهائیِ ناچیز و غیر سودمندی دل خوش داشت. مدیریت یک مدرسهٔ انگلیسی ـ مدرسه‌ای که از این نظر به‌هیچ‌وجه استثنائی هم نیست ـ پس از انجامِ یک تحقیق و بررسیِ چهارساله، به این نتیجه‌گیری نایل آمد که: از سی‌صد تن دانش‌آموزی که اجباراً می‌بایست زبان فرانسه را طی دوره‌ای چهارساله فراگیرند، تنها سی نفر یعنی ده درصدشان توانستند در پایان این چهار سال، امتحان دولتیِ زبان فرانسه را با موفقیت بگذرانند؛ و این در حالی است که ۳۲۰۰ ساعت آموزشی برای نایل شدن به این بازدهِ ناچیز، صرف شده بود! این تحقیق، همچنین اضافه می‌کند که از این سی تن نیز تنها دو یا سه نفر، یعنی حداکثر یک درصدِ کلِ دانش آموزان، واقعاً می‌توانستند زبان فرانسه را درک کرده و به‌آن صحبت کنند. حاصل این تحقیق به‌هیچ‌روی نتیجهٔ بدبینی نبوده بلکه تنها، بیان‌گرِ واقعیتی تلخ است. این مثال به‌خوبی نشان‌دهندهٔ وضعیت آموزش زبان بیگانه، دست کم در اکثر نقاط دنیا، است. به این ترتیب، می‌توان مطمئن بود که با چنین آموزش‌هایی، مشکل زبان حل نخواهد شد.

## آثار ویلیام الد
مجموعهٔ آثار او که بالغ بر پنجاه کتاب است، از جمله شامل کتاب‌های متنوع و باارزش زیر، که در زمینه‌های گوناگونی نگاشته شده‌است، می‌شود:
- هشت کتاب شعر، که استادی اُلد را در این زمینه به‌خوبی نشان می‌دهد و نشان‌گر غنای زبان شعر در اسپرانتو نیز است، از جمله منظومهٔ حماسی نژاد کودک سروده شده در سال ۱۹۵۶ که از شاهکارهای بی‌بدیل ادبیات اصیل اسپرانتو است و با سرزمین بی‌حاصل، شاهکار تی اس الیوت (۱۹۶۵–۱۸۸۸) قابلِ مقایسه است.
- بالغ بر بیست اثر ترجمه شده به اسپرانتو از زبان‌های انگلیسی، اسکاتلندی و سوئدی، از جمله رباعیات حکیم عمر خیام از نسخهٔ انگلیسی ادوارد فیتزجرالد، غزلیات حافظ و آثاری از ویلیام شکسپیر، اسکار وایلد، هاری مارتینسون و کتاب ارباب حلقه‌ها اثر تالکین در سال ۱۹۹۵.
- چهار کتاب در زمینهٔ آموزش زبان اسپرانتو:

* اسپرانتو: رهیافتی نو (به انگلیسی: Esperanto: A New Approach) 1965
* گام‌هایی در جهت تسلط کامل (به اسپرانتو: Paŝoj al plena posedo) 1968
* نخستین دورهٔ آموزشیِ اسپرانتو (به انگلیسی: A first course in Esperanto) 1972
* ترجمه کنید! (به اسپرانتو: Traduku!) ۱۹۹۳
وی هم‌چنین دارای هفت مجموعهٔ مقالات، سه مجموعهٔ آواز و پنج گزیدهٔ ادبی است و در تهیهٔ سه گزیدهٔ ادبی دیگر نیز نقش به‌سزایی داشته‌است.
کارنامهٔ آُلد در مورد سردبیری مجلات اسپرانتو زبان به شرح زیر است:
1. سردبیریِ مجلهٔ اسپرانتو در اسکاتلند از سال ۱۹۴۹ تا سال ۱۹۵۵
2. سردبیریِ مجلهٔ اسپرانتو، ارگان رسمیِ سازمان جهانی اسپرانتو (که دارای روابط رسمی با سازمان ملل متحد و یونسکو است) از سال ۱۹۵۵ تا سال ۱۹۵۸ و ۱۹۶۱ تا ۱۹۶۲
3. سردبیریِ مجلهٔ فرهنگ جهان (به اسپرانتو: Monda Kulturo) از سال ۱۹۶۲ تا سال ۱۹۶۳
4. سردبیریِ مجلهٔ منشور شمال (به اسپرانتو: Norda Prismo) از سال ۱۹۶۸ تا سال ۱۹۷۲
5. سردبیریِ مجلهٔ اسپرانتودان بریتانیایی (به اسپرانتو: Brita Esperantisto) از سال ۱۹۷۳ تا ۲۰۰۶
6. سردبیریِ مجلهٔ چشمه (به اسپرانتو: Fonto) از سال ۱۹۸۰ تا ۲۰۰۶

## اهدای کتاب‌خانهٔ شخصیِ اُلد
ویلیام اُلد، در آستانهٔ ۸۰ سالگی خود، کتاب‌خانهٔ باارزش و منحصربه‌فرد خود را، در سال ۲۰۰۱ به کتاب‌خانه ملی اسکاتلند اهدا کرد. وی در طول عمر پرثمراش مجموعهٔ بسیار نفیسی از کتاب‌های اسپرانتو را در کتاب‌خانهٔ منزل خود گردآوری کرده بود، و شاید این کتاب‌خانه، آخرین دارائیِ معنوی او بود، که می‌توانست به دنیا هدیه کند – در کنار بیش از پنجاه سال از عمر خود، که در راه اسپرانتو صرف کرده بود. آقای یان مک‌گاوِن (Ian McGowan)، کتاب‌دار کتاب‌خانهٔ ملی اسکاتلند، در مراسمی که به‌همین مناسبت برپاشده بود گفت:

این مجموعه حقیقتاً از اهمیتی بین‌المللی برخوردار است و منبعی غنی برای اسپرانتودانان زمان حاضر و آینده به‌شمار می‌آید … باعث افتخار ماست که کتاب‌خانه ملی اسکاتلند برای نگه‌داری این مجموعهٔ بی‌همتا انتخاب شده‌است…. در حقیقت، این مراسم فرصت خوبی نیز برای ابراز قدردانی از کوشش‌های فراوانی است که آقای اُلد برای زبان اسپرانتو و اسپرانتودانان جهان انجام داده‌است.